# Thomas Grawe
Thomas Grawe (im Abspann des ersten Films Crawe), gespielt von Andreas Schmidt-Schaller, war von 1986 bis 1995 Hauptermittler in 32 Folgen der ARD-Krimireihe Polizeiruf 110. Er ermittelte lange in der ganzen DDR und zuletzt in Halle (Saale). 2004, 2021 und 2024 war er als Nebenfigur in anderen Polizeiruf-110-Folgen zu sehen.

## Hintergrund
Grawe begann als Leutnant und später Oberleutnant sowie nach der Wiedervereinigung Kriminaloberkommissar. Grawes 28. Fall Unter Brüdern war als Crossover mit Horst Schimanski der erste Polizeiruf 110 unter Beteiligung des westdeutschen Fernsehens und der Abschied des langjährigen Ermittlers Peter Fuchs. Neben Hübner und Beck gehört Grawe zu drei Ermittlern, deren Figuren in den 1990ern vom MDR fortgeführt wurden.
Schmidt-Schaller gibt an, dass er nach dem Lesen des Entwurfs für das erste Drehbuch mit Grawe dessen Figur umgestaltet haben wollte. Grawe wurde der erste Ermittler im Polizeiruf 110 mit Jeans, Lederjacke und längeren Haaren. Außerdem spielte sein Privatleben eine größere Rolle als bei früheren Ermittlern. Nach der Wiedervereinigung entstanden noch zwei Filme für den MDR, bevor Schmidt-Schaller aus der Reihe ausstieg. Er sei damit unzufrieden gewesen, dass der Systemwechsel bei Grawe kaum sichtbare Veränderungen bewirkt habe.
1987 gab es zudem ein Crossover mit der Reihe Der Staatsanwalt hat das Wort, in deren 118. Folge mit dem Titel Himmelblau oder Hans im Glück Leutnant Grawe als Ermittler auftrat.

## Folgen
| Fall | Folge | Titel                       | Sender            | Erstausstrahlung | Partner (Fall)                           | Autoren                                | Regie                    | Besonderheiten |
| ---- | ----- | --------------------------- | ----------------- | ---------------- | ---------------------------------------- | -------------------------------------- | ------------------------ | --- |
| 1    | 103   | Ein großes Talent           | Fernsehen der DDR | 4. Apr. 1986     | Fuchs (61), Zimmermann (7)               | Thomas Jacob (Szenarium: Joachim Goll) | Thomas Jacob             | im Abspann als Leutnant Crawe |
| 2    | 104   | Parkplatz der Liebe         | Fernsehen der DDR | 18. Mai 1986     | Zimmermann (8)                           | Ulrich Waldner                         | Hans Knötzsch            | |
| 3    | 106   | Gier                        | Fernsehen der DDR | 3. Aug. 1986     | Fuchs (63), Hübner (51)                  | Hans Knötzsch (Roman: Hasso Mager)     | Hans Knötzsch            | |
| 4    | 107   | Kein Tag ist wie der andere | Fernsehen der DDR | 16. Nov. 1986    | Hübner (52), Zimmermann (10)             | Ulrich Frohriep                        | Thomas Jacob             | |
| 5    | 108   | Das habe ich nicht gewollt  | Fernsehen der DDR | 21. Dez. 1986    | Zimmermann (11)                          | Regina Weicker                         | Peter Hagen              | |
| 6    | 111   | Unheil aus der Flasche      | Fernsehen der DDR | 3. Mai 1987      | Fuchs (65), Becker (1)                   | Helmut Krätzig                         | Helmut Krätzig           | |
| 7    | 112   | Explosion                   | Fernsehen der DDR | 28. Juni 1987    | Fuchs (66), Hübner (53)                  | Percy Dreger                           | Thomas Jacob             | |
| 8    | 113   | Der Tote zahlt              | Fernsehen der DDR | 9. Aug. 1987     | Fuchs (67)                               | Horst Ansorge                          | Hans Knötzsch            | |
| 9    | 114   | Zwei Schwestern             | Fernsehen der DDR | 25. Okt. 1987    | Fuchs (68)                               | Günter Mehnert                         | Hans-Werner Honert       | |
| 10   | 115   | Die letzte Kundin           | Fernsehen der DDR | 15. Nov. 1987    | Fuchs (69)                               | Hariette Plath                         | Hubert Hoelzke           | |
| 11   | 116   | Abschiedslied für Linda     | Fernsehen der DDR | 20. Dez. 1987    | Fuchs (70), Hübner (54), Zimmermann (13) | Werner Hecht                           | Christa Mühl             | |
| 12   | 117   | Ihr faßt mich nie!          | Fernsehen der DDR | 24. Jan. 1988    | Fuchs (71), Zimmermann (14)              | Thomas Steinke (Idee: Manfred Drews)   | Gerald Hujer             | |
| 13   | 118   | Der Mann im Baum            | Fernsehen der DDR | 13. März 1988    | Zimmermann (15)                          | Manfred Mosblech                       | Manfred Mosblech         | Auftritt von Anne Kasprik als Ermittlerin, allerdings als Unterleutnant Görz.                                                        |
| 14   | 119   | Still wie die Nacht         | Fernsehen der DDR | 22. Mai 1988     | Reichenbach (6)                          | Hans Joachim Hildebrandt               | Hans Joachim Hildebrandt | Letzter Fall mit Wolfgang Reichenbach.                                                                                               |
| 15   | 123   | Der Kreuzworträtselfall     | Fernsehen der DDR | 6. Nov. 1988     | Beck (1)                                 | Gabriele Gabriel                       | Thomas Jacob             | Basierend auf einer wahren Begebenheit. Erster Fall mit Beck.                                                                        |
| 16   | 125   | Mitternachtsfall            | Fernsehen der DDR | 8. Jan. 1989     | Fuchs (75)                               | Günter Radtke                          | Gunter Friedrich         | |
| 17   | 126   | Variante Tramper            | Fernsehen der DDR | 19. Feb. 1989    | Fuchs (76)                               | Klaus Jörn (Roman: Klaus Möckel)       | Gerald Hujer             | |
| 18   | 127   | Der Fund                    | Fernsehen der DDR | 2. Apr. 1989     | Zimmermann (18)                          | Gerhard Stübe                          | Hans Knötzsch            | |
| 19   | 128   | Gestohlenes Glück           | Fernsehen der DDR | 21. Mai 1989     | Hübner (56)                              | Ulrich Waldner                         | Thomas Jacob             | |
| 20   | 129   | Unsichtbare Fährten         | Fernsehen der DDR | 11. Juni 1989    | Zimmermann (19)                          | Horst Ansorge                          | Hans Werner              | |
| 21   | 130   | Trio zu viert               | Fernsehen der DDR | 25. Juni 1989    | Fuchs (77)                               | Wolfgang Dehler                        | Edgar Kaufmann           | |
| 22   | 133   | Katharina                   | Fernsehen der DDR | 27. Okt. 1989    | Hübner (58)                              | Ulrich Frohriep                        | Georg Schiemann          | |
| 23   | 134   | Der Tod des Pelikan         | Fernsehen der DDR | 1. Jan. 1990     | –                                        | Rainer Bär                             | Rainer Bär               | |
| 24   | 135   | Zahltag                     | Fernsehen der DDR | 28. Jan. 1990    | Fuchs (78)                               | Otto Bonhoff                           | Hans Knötzsch            | |
| 25   | 136   | Tödliche Träume             | Fernsehen der DDR | 4. März 1990     | Fuchs (79), Hübner (59)                  | Percy Dreger                           | Thomas Jacob             | |
| 26   | 137   | Falscher Jasmin             | DFF               | 22. Apr. 1990    | Beck (3)                                 | Manfred Mosblech                       | Manfred Mosblech         | |
| 27   | 140   | Ball der einsamen Herzen    | DFF               | 2. Sep. 1990     | Fuchs (80)                               | Helmut Krätzig                         | Helmut Krätzig           | |
| 28   | 142   | Unter Brüdern               | DFF/WDR           | 28. Okt. 1990    | Fuchs (81)                               | Helmut Krätzig, Veith von Fürstenberg  | Helmut Krätzig           | Crossover zwischen Polizeiruf 110 und Tatort mit den Ermittlern Schimanski und Thanner.                                              |
| 29   | 151   | Mit dem Anruf kommt der Tod | DFF               | 1. Sep. 1991     | Beck (6)                                 | Thomas Jacob                           | Thomas Jacob             | Basierend auf einer wahren Begebenheit                                                                                               |
| 30   | 153   | Thanners neuer Job          | DFF               | 22. Dez. 1991    | Fuchs (85)                               | Veith von Fürstenberg                  | Bodo Fürneisen           | Letzter Fall mit Peter Fuchs. Zweiter Gastauftritt von Christian Thanner. Letzter vom DFF produzierter und ausgestrahlter Polizeiruf |
| 31   | 159   | Arme Schweine               | MDR               | 13. März 1994    | –                                        | Bernd Böhlich                          | Bernd Böhlich            | |
| 32   | 176   | Grawes letzter Fall         | MDR               | 29. Okt. 1995    | –                                        | Wolfgang Brenner                       | Christian Steinke        | |

Gastauftritte:
- 2004: Ein Bild von einem Mörder (Folge 262) als Privatdetektiv
- 2021: An der Saale hellem Strande (Folge 391) als Pensionär und Schwiegervater von Michael Lehmann
- 2024: Der Dicke liebt (Folge 412) als Pensionär